# Ітілієн
Ітілієн — найсхідніша з провінцій Ґондору, яка знаходилася між Андуїном та Похмурими Горами. Потік Морґулдуїн, який починався у Морґульській долині, ділив її територію на дві частини: Північний та Південний Ітілієн.

## Історія Ітілієну
Протягом усієї Другої та першої половини Третьої Епохи, коли Ґондор був у зеніті сили та слави, а Мордор перебував у запустінні, то був чудовий квітучий край з багатьма гаями та садами. У давнину головним містом Ітілієну був Мінас-Ітіль, який, після падіння та завоювання Примарами Перстеня у 2002 році Третьої Епохи отримав нову назву — Мінас-Морґул. Відтоді населення краю поступово переселилося за Андуїн, тікаючи від зростаючої загрози з боку Примар Перстеня з Мінас-Морґулу.
У часи Пильного Миру до Ітілієну знову повернулися найстійкіші з людей, однак 2475 року мордорські уруки сплюндрували край, і хоча Боромир І, син намісника Денетора І, загнав їх назад до Морґульської долини, відтоді набіги Сауронових посіпак на Ітілієн не припинялися до самої Війни Перстеня. Кількома століттями пізніше під навалами орків та гарадримів, які 2901 року зробилися нестерпними, залишки місцевого населення утекли за Андуїн, і Ґондор утратив контроль над краєм. Після повернення Саурона до Мордору Ітілієн повністю знелюднів.
Утім ґондорські Намісники продовжували утримувати у Ітілієні невеликі загони розвідників. Вони переховувалися у потаємних криївках, таких як Геннет-Аннун, збудованих невдовзі після 2901 року. 2954 року Фатум-гора вивергнула полум'я, і останні кілька селян, які усе ще залишалися на лівобережжі, утекли на захід за Андуїн, і відтоді лише Слідопити Ітілієну залишилися боронити край від слуг Саурона.
У «Володарі Перстенів» розповідається, що Ґолум провів Фродо та Сема Північним Ітілієном на шляху до Перевалу Кіріт-Унґол.
Після подій Війни Перстеня Король Елесар дарував Фарамиру князюваня над Ітілієном; Фарамир також залишився Намісником Короля, не зважаючи на те, що він намагався скласти свої повноваження перед Араґорном. Родовим маєтком та резиденцією Фарамира та його нащадків став Емін-Арнен, оскільки Мінас-Ітіль у Морґульській долині за наказом Короля Елесара мав бути зруйнований дощенту.
Протягом Четвертої Епохи краєм управляли Князі Ітілієну, родоначальниками яких стали Фарамир та Еовіна, яку називали ще Білою Пані Ітілієну. У відновленні Ітілієну велику роль зіграли ельфи Морок-лісу, частину з яких переселилися туди на запрошення Леґоласа. Як написано у Додатках до Володаря Перстенів, «одразу ця земля знову стала найпрекраснішим краєм серед усіх західних земель», доки, через якийсь час усі Ельфи не відпливли за Море.

## Географія та природа Ітілієну
У розділі IV четвертої книги «Володаря Перстенів» землі Північного Ітілієну описуються наступним чином:

|  | Так вони перейшли до північного прикордоння земель, які раніше називалися Ітілієном, прекрасним краєм лісистих пагорбів і бистрих потоків. Надходила гарна зоряна ніч із місяцем уповні, й гобітам здавалося, що повітря стає дедалі ароматнішим; із бурчання Ґолума було зрозуміло, що він також помітив це і не дуже тішився. При перших ознаках дня знову зупинилися. Підійшли до краю довгої глибокої розколини з крутими берегами, де дорога пробивала собі шлях через кам'янистий хребет. Тепер вони піднялися на західний берег і озирнулися. Небо світліло, і стало видно, що гори довгою дугою завертають на схід і тануть у далині. На заході пологі схили збігали вниз і ховалися у ранковому тумані. Мандрівників оточували невеликі переліски смолистих смерек, кедрів і кипарисів та інших, невідомих у Ширі дерев, а поміж ними - широкі галявини; і всюди - безліч ароматних трав і кущів. Довга подорож із Рівендолу занесла їх набагато південніше від їхнього рідного краю, та лише тут гобіти помітили зміну клімату. Весна вже взялася до діла: кільчики папороті пробилися крізь мох і старе листя, модрини пустили зелені пагінці, у траві розпускалися маленькі квітки, співали птахи. Ітілієн, сад Ґондору, хоч нині й покинутий, усе ще зберігав недбалу дріадну принадність. На півдні та заході він був відкритий до теплих низин Андуїну, а зі сходу - прихищений Ефель-Дуатом, однак не затінений горами, з півночі - стіною Емін-Муїлу, а з далекого Моря долітали до нього вологі південні вітри. Було тут багато високих дерев, посаджених давним-давно, які тепер мирно старіли серед рясноти легковажного потомства; у гаях та перелісках росли тамариски та колючі терпентини, лаври й оливи, ялівець і мирта; дерев'янисті стебельця чебрецю щільним килимом огортали скелі; блакитними, рожевими та блідо-зеленими квітками цвіла шавлія; а ще - майоран, і молоденький кмин, і багато запашних трав, невідомих Семові-садівникові. Гроти і скелі вже засіяли зірочки ломикаменю й очитку. У заростях ліщини прокинулися примула й анемона; нарциси та конвалії кивали напіврозпуклими голівками у траві, темно-зеленій траві понад озерцями, де у прохолодних заглибинах зупинялася вода гірських потоків на шляху до Андуїну. |

### Геннет-Аннун
Геннет-Аннун (синд. Henneth-Annun, у перекладі — «Вікно на Захід») був потаємною криївкою ґондорських розвідників у Північному Ітілієні. Збудовано її було як і інші подібні укриття за наказом Намісника Туріна ІІ невдовзі після спустошення краю орками Мордору близько 2901 року Третьої Епохи. З усіх потаємних укриттів у Ітілієні Геннет-Аннун прослужив найдовше.
Ця криївка складалася з просторої, грубо обтесаної печери з низьким нерівним склепінням, головний вхід до якої було замасковано під завісою водоспаду, що скидав воду з висоти у глибокий басейн. У «Володарі Перстенів» його названо «найпрекраснішим водоспадом Ітілієну, країни тисячі джерел». Уночі під місячним сяйвом завіса виглядала «сліпучим серпанком, у який сплелися шовк, перли та срібні нитки — танучі крижинки місячного сяйва».
Крім розколини за завісою водоспаду до печери вів також темний коридор, який закінчувався мокрими сходинками, що виводили догори на невеликий, вирубаний у скелі уступ, з якого одні сходи вели до високого берега над струмком, а інші завертали ліворуч угору та виводили на широку пласку скелю біля потоку. Усі інші підступи до ґроту були замуровані.
За словами Фарамира, раніше через печеру та попід аркою текла вода, але будівничі давнини відвели джерело на верх скелі, і тепер вода падала з висоти, удвічі більшої, ніж колись. Усі інші підходи до ґроту, крім розколини за завісою водоспаду та коридору були замуровані.
У печері зберігалися запаси зброї та провіанту, а також відпочивали розвідники.
У розділі V четвертої книги «Володаря Перстенів» наводиться наступний опис водоспаду Геннет-Аннун:

|  | Стояли вони на вологій підлозі з полірованого каменю, на порозі, як виявилося, грубо витесаної у скелі арки, що відкривалася у темряву позаду них. А перед ними висіла прозора водяна завіса, так близько, що Фродо міг торкнутися її рукою. Арка виходила на захід. Низьке проміння призахідного сонця впиралося у неї, і червоне світло розпадалося на безліч блискітливих промінчиків, які змінювали свої барви. Гобітам здавалося, що вони стояли біля вікна якоїсь ельфійської вежі, завішаного намистинами зі срібла-золота і рубіну, сапфіру й аметисту, пойнятими лагідним вогнем. |

Під час Війни Перстеня у Геннет-Аннуні розташовувався притулок Фарамира, сина Намісника Денетора ІІ, та його розвідників, і до цієї печери він та його люди привели Фродо та Сема.

### Емін-Арнен
Емін-Арнен (синд. Emyn Arnen, у перекладі — «Пагорби-біля-Води») був чередою пагорбів у центральній частині Ітілієну на південь від Осґіліату. Вони розташовувалися напроти Мінас-Тіріта біля закруту річки.
З цієї місцини походив рід пізніших Намісників Ґондору. Емін-Арнен був домом знатної нуменоріанської родини, до якої належав Гурін, що його Король Мінарділ призначив своїм Намісником. Пізніше королі Ґондору обирали своїх намісників лише серед нащадків Гуріна, і, урешті-решт, ґондорське намісництво стало спадковим (намісники ж бо самі називали себе членами Дому Гуріна).
Після Війни Перстеня Емін-Арнен було передано у володіння Фарамиру, Князю Ітілієна, Наміснику Короля Елесара. На цих пагорбах Фарамир звів нове місто — фортецю, що замінила непридатний для проживання Мінас — Моргул.

### Роздоріжжя
Місце у Ітілієні, де сходилися Південна дорога, що вела від Мораннону до Гараду, та дорога, яка з'єднувала Осґіліат з Морґульською долиною.
У «Володарі Перстенів» розповідається, що Роздоріжжя розташовувалося у великому колі дерев, височезних, дуже старих на вигляд з оголеними та поламаними кронами, над якими немовби промчала буря з бискавкою. Там же далі наводиться наступний опис Роздоріжжя:

|  | Урешті підійшли до дерев і опинились у широкому колі без покрівлі, відкритому до понурого неба; і просвіти між здоровенними стовбурами здавалися великими темними арками якогось зруйнованого замку. Посередині кола перетиналися чотири шляхи. Позаду них ішла дорога до Мораннону; попереду вона бігла в довгу подорож на південь; праворуч дорога зі старого Осґіліата дерлася догори і за перехрестям вела на схід у темряву". |

На Роздоріжжі стояла величезна кам'яна статуя, яка зображувала сидячу постать, незворушну та горду, схожу на королів Арґоната. У часи Війни Перстеня її роз'їли роки та понівечили ворожі руки. У «Володарі Перстенів» говориться, що «голови у неї не було, а на її місце варвари ввіткнули абияк обтесаний кругляк із грубо намальованою оскаленою пикою та великим червоним оком посеред чола. Коліна, високий трон, а також увесь постамент були подряпані та запаскуджені брудними символами племен Мордору». Голова старого короля валялася там же на узбіччі дороги. Не зважаючи, що на той час, коли її бачили Фродо та Сем, «очниці короля були порожні, а різьблена борода розтріснута, але високе суворе чоло прикрашала корона зі срібла та золота. Повзуча рослина з квітками, схожими на білі зірочки, обплела чоло, мов у пошанку до скинутого короля, а у тріщинах кам'яних кучерів виблискував жовтий очиток».
Під час походу війська Заходу до Мораннону, огидну орківську голову було скинуто з плечей статуї та розбито, голову старого короля у вінці з золотих та білих квітів повернуто на місце, а з постаменту зішкрябано та змито усі паскудні каракулі орків.
Тоді ж Араґорн розставив сурмачів на кожній з чотирьох доріг Роздоріжжя, і вони голосно засурмили, а гарольди виголосили, що правителі Ґондору повернулися і вступають у володіння земель, їм належних.

### Морґулдуїн
Морґулдуїн (синд. Morgulduin, у перекладі — «Річка чаклунства») — річка у Ітілієні, яка починалася у Морґульській долині. Вона текла повз Мінас-Ітіль та впадала у Андуїн. Її берегом йшла стара нуменорська дорога від Ісілдурової фортеці до Осґіліата. За «Володарем Перстенів» у часи Війни Перстеня у Імлад-Морґулі біля витоків Морґулдуїна по обидва береги річища лежали широкі низини та тінисті луки, порослі блідими білими квітами, а вода текла тихо і парувала, однак ті випари були жахливо холодні.
У іншому місці названий також отруйною річкою.